# Cassida palaestina
Cassida palaestina — жук підродини щитоносок з родини листоїдів.
Дуже подібний до близького виду Cassida rubiginosa, від якого відрізняється жовтими стегнами
Личинки проходять 5 стадій.

## Поширення
Поширений у таких країнах: Афганістан, Вірменія, Кіпр, Іран, Ірак, Ізраїль, Казахстан, Ліван, Сирія та Туреччина.

## Екологія та місцеперебування
Кормові рослини — Айстрові (Asteraceae): сафлор красильний (Carthamus tinctorius), будяк (Cirsium), кузин (Cousinia), артишок іспанський (Cynara scolymus) і расторопша плямиста (Silybum marianum).